# Samuel Sharman
Samuel Henry „Sam“ Sharman (* 2. November 1879 in Gallatin County; † 30. August 1951 in Los Angeles) war ein US-amerikanischer Sportschütze.

## Erfolge
Samuel Sharman nahm an den Olympischen Spielen 1924 in Paris im Trap teil. Im Mannschaftswettbewerb belegte er mit der US-amerikanischen Mannschaft vor Kanada und Finnland den ersten Platz. Mit insgesamt 363 Punkten und damit drei Punkten Vorsprung hatten sich die Amerikaner, deren Team neben Sharman noch aus Frank Hughes, John Noel, Clarence Platt, Fred Etchen und William Silkworth bestand, knapp die Goldmedaille gesichert. Sharman war mit 92 Punkten gemeinsam mit Hughes der beste Schütze der Mannschaft. In der Einzelkonkurrenz belegte er mit 96 Punkten den sechsten Platz.
Sharman war von Beruf Autoverkäufer.